# Daniela Darquea
Daniela Darquea (Quito, 26 de julio de 1995) es una golfista ecuatoriana. Empezó a jugar golf desde los cuatro años. En el 2016 empezó a trabajar en su sueño por ser la primera ecuatoriana en participar en el circuito Ladies Professional Golf Association (LPGA), y lo logró en 2019, cuando alcanzó una tarjeta completa en el tour LPGA, gracias al cual logró acceder a varios torneos nacionales e internacionales. Estudió y jugó en Estados Unidos por tres años y medio en la Universidad de Miami, esta es la principal razón por la cual empezó su estadía en el país norteamericano debido a la cercanía de las ciudades sede en donde se jugaba el Tour de LPGA, hasta el momento ella continúa viajando entre Estados Unidos y Ecuador, realizando la actividad que más la apasiona la cual es el golf.

## Etapa Profesional
- Comenzó el deporte cuando sus padres se unieron al club de campo local.[3]
- Era la única que practicaba el deporte de su familia, y no tardó mucho en darse cuenta de que el golf era su pasión.[3]
- Entrenaba en uno de los únicos siete cursos de golf en todo el Ecuador.[3]
- A los 6 años participó en su primera competencia infantil y entrenaba todas las tardes después de clases.[4]
- A los 14 años empezó a estudiar a distancia para poder practicar todo el día. Tuvo el apoyo de sus padres.[5]
- A los 19 años se graduó de bachiller. Tuvo ofertas de becas completas para representar a universidades estadounidenses.[6]
- En el 2013 se convirtió en una Estudiante Atleta de la Universidad de Miami.[4]
- En su primer año de universidad ganó dos torneos.[4]
- A sus 22 años empezó a estudiar fisiología del deporte.
- Participó en el Symetra Tour, un evento de gran importancia a nivel internacional en el que juegan únicamente los mejores.[2]
- Su enorme habilidad la llevó al entrenador de la Federación Ecuatoriana de Golf, Jorge Mesa. Mismo que inspiró a Darquea a buscar competencias internacionales.[3]
- El entrenador de los Hurricanes, Patti Rizzo, vio jugar por primera vez a Darquea en Estados Unidos y se dio cuenta de que podía tener un gran futuro en Miami.[3]
- Daniela en el año 2018 tuvo un mal momento con el Ministerio del Deporte al calificarla de "deportista indisciplinada", y amenazarla de retirarla del proyecto de alto rendimiento, al no participar en los juegos Sudamericanos.[7]

## Inspiraciones profesionales y personales
- Su inspiración se basa principalmente en la influencia de Lorena Ochoa, golfista profesional mexicana, quien fue número uno del mundo durante varios años. Ochoa fue un ejemplo para las golfistas latinoamericanas.[8]
- Daniela Darquea asegura que siempre ha querido ser la número uno del mundo desde los 4 años de edad.[8]
- Darquea ha insistido en promover el golf en los ecuatorianos, sobre todo en los niños.[9]
- Darquea es la ecuatoriana en llevar la bandera del país dos veces al escenario de (US Open).[10]
- La determinación de la golfista animó a su padre Nelson Darquea a acompañarla a los entrenamientos. Manuel Bastidas, quien es su tío, la acompañó por primera vez a una cancha de golf. No solo recibió su ayuda, su padre también tuvo un papel clave en su carrera debido a que siempre estuvo presente en sus entrenamientos, fue un apoyo incondicional en sus prácticas porque siempre estaba pendiente de que no le falte nada, la motivó a trabajar duro y a nunca darse por vencidas ante sus sueños.[8]
- Gustavo Ramos, su primer su primer entrenador, fue quien la llevó a iniciar en el golf.[11]
- Considera que Ecuador se debe implementar el acceso público para que se practique golf de manera accesible para todos, ya que, en Ecuador solo hay clubs de golf privados.[11]
- Ella y sus compañeras de equipo, se ganaron un lugar en el torneo nacional de campeonato, lo que intimidó a Darquea, ya que eso no parecía estar al alcance de una joven que forja su propio camino en un deporte que no es popular en su país natal. A su vez, Darquea claró que esa es una de las mayores oportunidades de su vida.[3]

## Acontecimientos sobresalientes
Durante su tiempo como aficionada al golf participó en:
- WGCA All-American, obtuvo una mención de honor por su destacada participación.
- All-American Scholar, All-ACC, All-ACC Academic mientras asistía a la Universidad de Miami.
- Hurricane Invitational y Suntrust Gator Women's Invitational, en ambos torneos fue ganadora.
- El golf le abrió muchas puertas, especialmente la oportunidad de vivir en Estados Unidos.[12]
- Es la primera golfista ecuatoriana en obtener el carné de la (LPGA).[12]

En el año 2016:
- Terminó T29 en el Torneo de Clasificación Final LPGA 2016 y obtuvo el estatus de categoría de lista de Prioridad 17 para la temporada 2017.

En el año 2017:
- Comenzó su temporada de novato en LPGA.
- Hizo 16 de 22 comienzos en Symetra Tour con seis resultados entre los 10 primeros, incluida una victoria en el Campeonato IOA presentado por Morongo.
- Estuvo dentro de las 5 mejores de Symetra Tour como la primera golfista profesional del Ecuador.[12]

En el año 2018:
- Participó en 19 eventos, realizó 10 cortes y obtuvo una ganancia de alrededor de $120,029 (95)
- Grabó el mejor T5 de la temporada en el Marathon Classic presentado por Corning y OI.[13]
- La deportista también se destacó, en el año 2018, en el US Open y en el torneo LOTTE Championship que se jugó en Hawái, y se ubicó en sexto lugar en el torneo Walmart NW Arkansas Championship. Los resultados obtenidos han sumado puntos para mejorar su ranking y que de esta manera se destaque entre las mejores golfistas del mundo.
- Darquea firmó el 13 de julio de 2018 como la mejor tarjeta del Marathon Classic de golf, que es incluido en el circuito profesional femenino (LPGA), para pasar el corte y unirse a la plaza 26 tras la segunda ronda, que situó en cabeza a la canadiense Brooke M. Henderson y a la sueca Caroline Hedwall.[12]
- Clasificó para el US Women´s Open y se convirtió en la primera jugadora de Ecuador en participar en este torneo.[3]
- Ingresó a las nacionales luego de haber logrado siete resultados entre los 10 primeros de la temporada.[3]
- Junto con su compañera de equipo Dewi Weber, se ganó un lugar en el equipo WGCA All-Regional.[3]

En el año 2019:
- El logro más grande en su carrera profesional fue haber alcanzado una tarjeta completa en el tour Ladies Professional Golf Association  (LPGA) en el año 2019.[8]
- En el año 2019, se ubica entre las 100 mejores golfistas del mundo, un triunfo que es apoyado por su auspiciante principal Banco Guayaquil, entidad que sigue de cerca su participación en el tour LPGA.[8]
- Para diciembre de 2019, la golfista quiere  ubicarse dentro de las 70 del ranking de la LPGA. El 20 y 23 de junio del mismo año, participó en el campeonato femenino KPMG. Este fue el primer grand slam del año 2019.[8]
- Darquea llegó a Lancashire. En el condado inglés se discutirá sobre el British Open, desde el jueves 2 de agosto. Consiguió este cupo tras ubicarse quinta en el Marathon Classic, que se disputó en Ohio, Estados Unidos.[12]

## Principales logros obtenidos
Amateur
- 1st 2008 Sudamericano Prejuvenil.[2]
- T1st 2010 Optimist International.[14]
- 3rd 2012 AJGA Junior Open at Legends.[14]
- 1st 2012AJGA Kansas Junior at Buffalo Dunes.[14]
- 2nd 2012 Sudamericano Juvenil.[14]
- T1st 2012 AJGA Steve Marino Championship.[14]
- 5th place at the 2016 World Amateur Team Championship[14]

Aficionado
- Primer lugar en el Sudamericano Prejuvenil de 2008.[14]
- T-Primer lugar en el Optimist International de 2010.[14]
- Tercer lugar en el AJGA Junior Open at Legends de 2012.[14]
- Primer lugar en el AJGA Kansas Junior en Buffalo Dunes de 2012.[14]
- Segundo lugar en el Sudamericano Juvenil de 2012.[14]
- T-Primer lugar en el Campeonato AJGA Steve Marino de 2012.[14]
- Quinto lugar en el Campeonato Mundial Amateur de 2016.[14]

## Cuerpo técnico
Jorge Mesa, DT; James Sieckmann, entrenador de putt; Manuel Batidas, coach mental; Alenrry Díaz, preparador físico; Alegría Hervas, nutricionista. Me representa Link Sports.